# Loughbrickland
Loughbrickland (Iers: Loch Bricleann) is een plaats in het Noord-Ierse County Down. Loughbrickland telt 672 inwoners. Van de bevolking is 49,6% protestant en 49,1% katholiek.

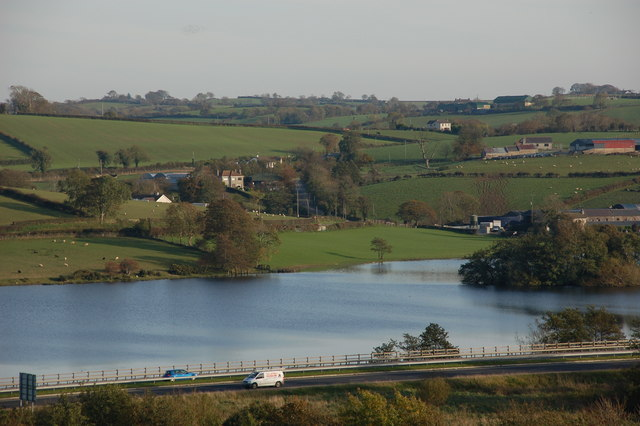
Loughbrickland Lake
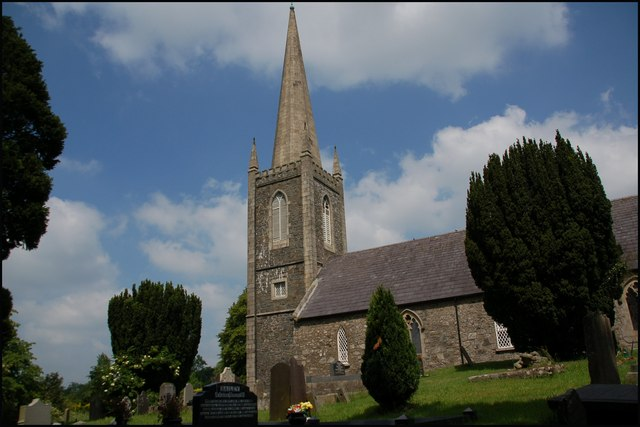
Parochiekerk van St. Mellon